# Дом Яковлева (Калуга)
Дом Яковлева — жилой деревянный дом в Калуге, являвшийся до 2008 года памятником архитектуры местного значения. Располагался в Калуге на улице Луначарского (ранее Никольской) 3. Снесён 13 октября 2018 года. На момент сноса был одним из двух деревянных домов Калуги, построенных в стиле модерн.

## Архитектурное описание
По словам почётного архитектора России Евгения Анатольевича Голышева, являвшегося главным архитектором Калуги в 2011—2014 годах, дом Яковлева, наряду с расположенном на улице Академика Королёва домом Сытина, выполнен в стиле деревянного модерна. По его словам: 
«Здания в стиле русский деревянный модерн — это редкость. В Калуге их остались единицы! Пора, если успеем, заносить их в Красную книгу.»
Искусствовед Любовь Юрьевна Антонова, называя дом Яковлева — одной из оригинальных построек начала XX века в стиле модерн, даёт следующую характеристику: «Это большой деревянный дом на каменном цоколе, главным фасадом выходящий на красную линию улицы. Асимметрично расположенный вход выделен сильно выступающим козырьком на сложно профилированных колоннах. Точно такие же колонны оформляли крыльцо дома калужского архитектора В. Д. Виноградова, 1908 года постройки, но дом сгорел во время освобождения Калуги в Великую Отечественную войну. Высокий козырёк со средокрестием был украшен полуциркульной дугой. Такой же элемент повторялся в полуциркульном наличнике „солнышко“ над входом. Дополнительный закруглённый элемент создавали полукруглые резные коньки с наружной части колонн. Сочетание округлых деталей помогало архитектору создать более выразительный образ центральной части здания. Оригинальный рисунок резных элементов на колоннах стилизован зооморфными мотивами, напоминающими коньков в северном деревянном зодчестве, окна выделены наличниками, идущими до земли, украшены в верхней части резными консолями, поддерживающими карниз. Нижняя и верхняя ниши под окнами выложены ёлочкой, что создает динамичный рисунок обшивки здания. Торец дома также оформлен средокрестием с резьбой. В отделке дома автор стремится повторить северорусские мотивы, нетипичные для калужской земли и тем самым выделить постройку за счёт оригинальности мотива».

## История
В 1910 году одноэтажный деревянный дом по индивидуальному проекту построил для себя инженер и архитектор Александр Артемьевич Яковлев. Он известен также тем, что руководил строительством дома Ракова, дома Домогацкого, синагоги и других зданий в Калуге начала XX века. В книге А. С. Днепровского «Зодчество Калужского края с древности до наших дней» об архитекторе дана справка:
«Яковлев Александр Артемьевич — родился 23 июля 1874 г. Умер после 1914 г. Окончил Институт гражданских инженеров и приказом по МВД от 24 мая 1900 года был определён исполняющим должность младшего инженера по дорожной части при киевском губернаторе. С 10 февраля 1904 года — временно исполняющий обязанности младшего инженера строительного отделения Олонецкого губернского правления. С 3 июня 1906 года — младший инженер Тобольского губернского правления. С 3 ноября того же года Яковлев — младший инженер в Вятке. С 6 декабря 1909 года — младший чиновник особых поручений при калужском губернаторе (ГАКО, ф.62, оп. 7, д. 2463, 1910 г.).

По приказу МВД от 8 марта 1910 года А. А. Яковлев был назначен губернским архитектором строительного отделения Калужского губернского правления (ГАКО, ф. 62, оп. 7, д. 2463). В 1908 году совместно с архитектором Виноградовым он проектировал жилой деревянный двухэтажный дом, повторенный Виноградовым на Знаменской улице. Аналогичный деревянный дом был выстроен Яковлевым для себя на Никольской улице (ныне д. 3 по ул. Луначарского). В 1910 году Яковлев проектировал здания в бывшем Лаврентьевском монастыре в Калуге (Там же, оп. 17, д. 2690). В 1911 году участвовал в приспособлении дома Васильевой на Ильинской улице под один из первых в городе кинематографов „Мир искусства“ (Там же, д. 2637). В 1914 году Яковлев осуществлял стройку здания синагоги на Масленниковской улице. Проект этого здания был разработан в 1912 году архитектором Новоуспенским (Там же, дд. 2807, 3001)».
Общая площадь дома составляла 552,2 м2. После революции 1917 года в доме были организованы коммунальные квартиры, в которых проживало несколько семей обыкновенных калужан.
Дом Яковлева, решением Малого Совета Калужского облсовета народных депутатов от 22.05.1992 № 76 был отнесён к выявленным объектам культурного наследия как «Жилой дом Булгакова». Однако в соответствии с приказом министерства образования и культуры Калужской области от 06.11.2008 № 1884 дом был исключён из перечня выявленных объектов культурного наследия. Исключение из перечня было основано на заключении по оценки историко-культурной ценности двух домов по адресам: улица Луначарского дома 3 и 5. Экспертиза была выполнена архитектором-реставратором высшей категории Владимиром Шараповым, по заказу ООО «АКВАТЕРМ», в соответствии с письмом Департамента культуры и искусства Калужской области (№ 3080/30-10 от 14.09.2005). В своём заключении Шарапов назвал дома «достаточно обычными, характерными для своего времени (несколько провинциального характера), аналогов которых в Калуге предостаточно» и рекомендовал согласиться с предложением ООО «АКВАТЕРМ» по сносу данных домов.

## Ремонт дома и его сохранение
В июле 2017 года активисты проекта по сохранению исторической среды «Том Сойер Фест» за свой счёт преобразили деревянный дом начала XX века. По их словам «на преображение» было потрачено более 300 000 рублей. В июле 2018 года активисты обращались с открытым письмом в Городскую Управу Калуги, в котором требовали возвращения дому охранного статуса, «как доминанты улицы Луначарского».
Помимо этого, в Управление по охране объектов культурного наследия по Калужской области, краеведами города Калуги было подано повторное заявление о включении дома в список объектов культурного наследия (зарегистрировано 27.06.2018). Управлением в установленный законодательством срок была организована работа по установлению историко-культурной ценности объекта, обладающего признаками культурного наследия, в том числе с привлечением специалистов в области охраны объектов культурного наследия, а также заявление вынесено на рассмотрение общественного совета при управлении. Общественным советом, состоявшимся 25 сентября 2018 года, было рекомендовано Управлению по охране объектов культурного наследия по Калужской области включить дом в перечень выявленных объектов культурного наследия, как обладающий соответствующими признаками. Однако, хотя решения общественного совета учитываются при принятии решения о включении объектов в перечень выявленных объектов культурного наследия, но носят рекомендательный характер и дом так и не был включён в перечень.

## Снос дома Яковлева
Летом 2018 года появилась информация о расселении дома. По официальным данным все 5 квартир в доме были выкуплены пожилой женщиной, ранее проживавшей в нём. 13 октября 2018 года дом был снесён его новым владельцем.
14 октября 2018 года городской голова Калуги Дмитрий Разумовский, занимающий этот пост с мая 2018 года, принёс извинения от лица Управы участникам фестиваля «Том Сойер Феста», которые в прошлом году отремонтировали дом Яковлева, также мэр высказал пожелание в адрес представителей бизнес-сообщества, что при принятии решений подобного рода они должны учитывать и общественное мнение.
Изменённый проект планировки этой территории пока не утвержден и без широкого публичного обсуждения утверждён не будет. Это я взял на свой личный контроль. Так что сделать там что-то просто так уже не получится.

Собственнику предложил дом восстановить, после этого продолжим обсуждение перспектив освоения этой территории. И делать это будем публично.
Из обращения Д. Разумовского, опубликованного на странице социальной сети Facebook
15 октября 2018 года первый заместитель губернатора Дмитрий Денисов назвал недовольство общественности «бурей в стакане воды». Он подчеркнул, что закон на стороне собственника, который и не должен был согласовывать свои действия с городскими властями, достаточно было уведомить.
Права собственника защищает Конституция. Здесь очень важно понимание между нашими краеведами, людьми, которые скрупулёзно относятся к нашему историческому прошлому, и собственниками. Чтобы они посмотрели прямо друг другу в глаза и позадавали друг другу вопросы.
В тот же день городской голова Д. Разумовский встретился с официальным собственником дома. Позже Разумовский публично заявил, что формальный собственник дом (пожилая женщина) — это подставное лицо и призвал правоохранительные и контрольные органы провести проверку законности сделки и сноса.

## Перспективы восстановления и окончательный снос
Как и предполагали в самом начале сноса некоторые средства массовой информации на градостроительном совете Калуги, состоявшемся 26 декабря 2018 года, было одобрено предложение собственника трёх земельных участков, в том числе тех, на которых расположены дом Яковлева и соседний дом — дом драматурга Соловьёва (улица Луначарского, 5), об их объединении. Собственник на обсуждении не присутствовал, своих намерений о дальнейшем развитии территории не раскрывал.
При этом членами Калужского отделения Всероссийского общества охраны памятников истории и культуры на заседании 22 декабря 2018 года высказалось предложение о включении оставшейся части дома Яковлева в список выявленных объектов культурного наследия с целью его последующего восстановления.
7 октября 2023 года дом Яковлева был окончательно снесён собственником. Городской Голова Калуги Денисов, ранее занимавший должность заместителя губернатора, обратился в прокуратуру города за правовой оценкой сносу.

## Общественный резонанс
Институт медиа, архитектуры и дизайна «Стрелка» включил Дом Яковлева в список 10 самых громких сносов зданий 2018 года под 1-м номером.
Известный российский блогер Илья Варламов включил 27 декабря 2018 года дом архитектора Яковлева в список «12 архитектурных потерь России в 2018 году» под 9-м номером.